# Cimetière de Saint-Benoît
Le cimetière de Saint-Benoît est un cimetière de l'île de La Réunion, département et région d'outre-mer français dans le sud-ouest de l'océan Indien. Situé dans le centre-ville de la commune de Saint-Benoît, il fut créé en 1734 et il accueille les sépultures de plusieurs personnalités de l'histoire de La Réunion, notamment le scientifique Joseph Hubert et l'homme politique Alexis de Villeneuve, mort assassiné.

## Sépultures
- Jean Barassin (1911-2001), prêtre et historien.
- Jean-Claude Fruteau (1947-2022), homme politique et ancien maire de la commune.
- Daniel Honoré (1939-2018), écrivain.
- Joseph Hubert (1747-1825), scientifique.
- Granmoun Lélé (1930-2004), chanteur.
- Alexis de Villeneuve (1906-1946), homme politique.
- Paul Moreau (1929-1995), homme politique et ancien maire de Bras-Panon.

La plus ancienne tombe identifiable du cimetière est celle de Marie Perrine Sidonie Beauvoir, née à Saint-Benoît le 26 août 1787 et décédé au même endroit le 9 janvier 1802.

## Stèle pour Cécilia

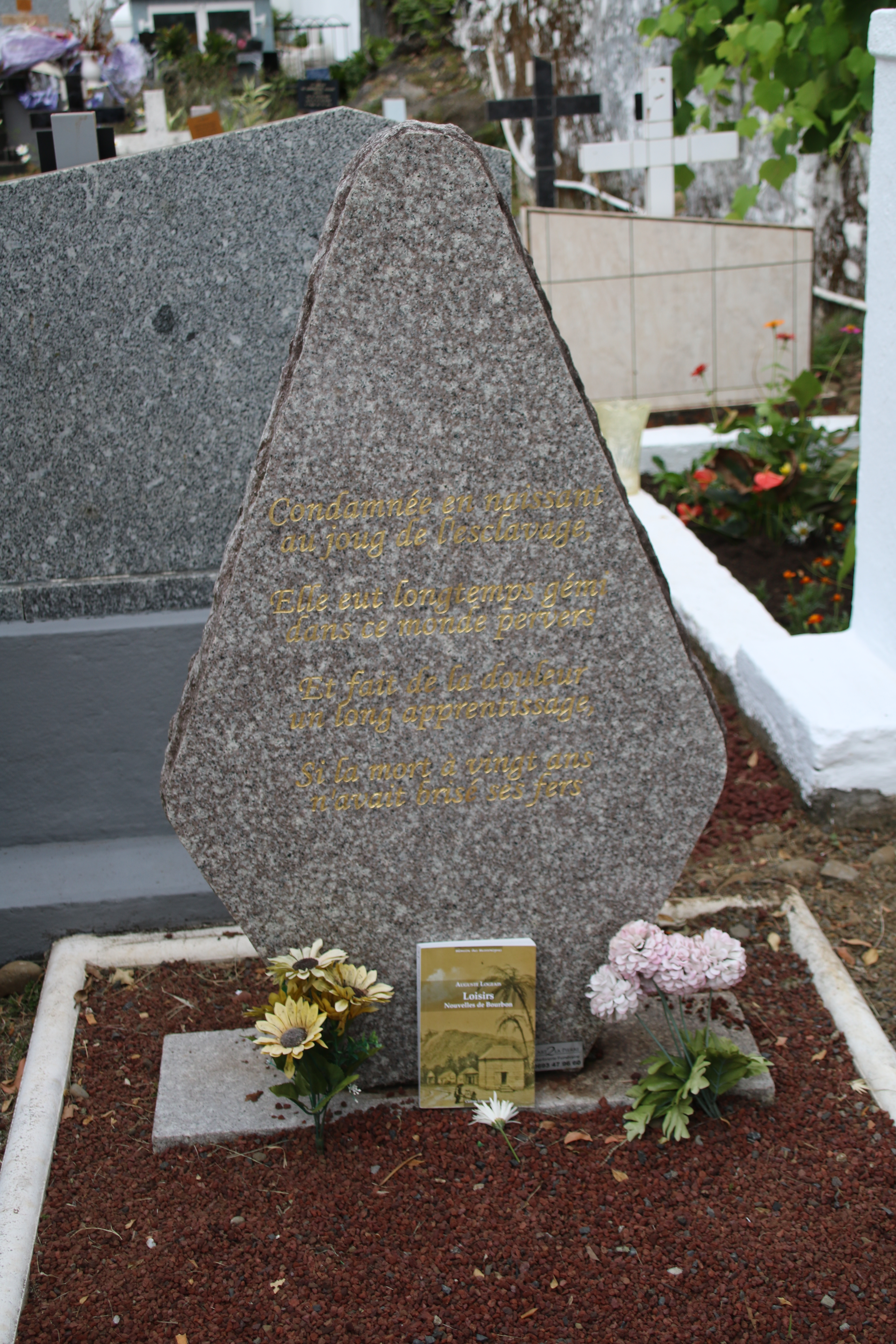
Stèle récente en mémoire de Cécilia, esclave évoquée dans Loisirs par Auguste Logeais.

À l'entrée du cimetière se trouve une stèle érigée à l'initiative de l'historien Prosper Ève en mémoire de Cécilia, une esclave évoquée dans Loisirs, le recueil de nouvelles d'Auguste Logeais daté de 1845. Y est inscrite l'épitaphe que l'auteur avait imaginée à la demande du père de la défunte, mais à laquelle il avait dû renoncer sous la pression de raciste de la bonne société coloniale, inquiète de cet excès d'égards pour la dépouille d'une femme noire.

« Condamnée en naissant au joug de l'esclavage,

Elle eut long-temps gémi dans ce monde pervers

Et fait de la douleur un long apprentissage,

Si la mort à vingt ans n'avait brisé ses fers. »

— Auguste Logeais, Loisirs, 1845.